# Лејк Викторија (Мичиген)
Лејк Викторија (енгл. Lake Victoria) насељено је место без административног статуса у америчкој савезној држави Мичиген.

## Демографија
По попису из 2010. године број становника је 930.
| Група             | 2000.    | 2010.       |
| Белци             | 0 (0,0%) | 887 (95,4%) |
| Афроамериканци    | 0 (0,0%) | 3 (0,3%)    |
| Азијати           | 0 (0,0%) | 8 (0,9%)    |
| Хиспаноамериканци | 0 (0,0%) | 20 (2,2%)   |
| Укупно            | 0        | 930         |